# Gisulfo I do Friul
Gisulfo I foi um duque lombardo , primeiro duque do Friul, de 569 a 581.
Sobrinho de Alboíno, o primeiro dos reis lombardos da Itália (era filho de seu irmão Grasulfo, antes d obter o título e estabelecer-se em Cividale del Friuli foi escudeiro (marpahis) de seu tio. Pertencia à família dos Gausos
No início do ingresso dos lombardos na Itália, Alboíno instituiu em Cividale (então chamada Fórum de Júlio) o primeiro dos ducados lombardos que constituiriam o Reino Lombardo e o confiou ao sobrinho. Paulo, o Diácono narra como Gisulfo teria recusa o encargo se Alboíno não tivesse consentido de criar as fara com as quais os lombardos se estabeleceriam permanentemente na região; o soberano aceitou..
Teve como filho Gisulfo II.